# Barrmaelia rhamnicola
Barrmaelia rhamnicola är en svampart som beskrevs av Rappaz 1995. Barrmaelia rhamnicola ingår i släktet Barrmaelia och familjen kolkärnsvampar.   Inga underarter finns listade i Catalogue of Life.